# Moon So-ri
Moon So-ri (* 2. Juli 1974) ist eine südkoreanische Schauspielerin.
Moon wurde durch Lee Chang-dongs Filme Peppermint Candy und Oasis bekannt. In beiden Filmen steht ihr Sol Kyung-gu zur Seite. Mit ihrer Darstellung einer verliebten Schwerstbehinderten in Oasis gewann sie den Marcello-Mastroianni-Preis bei den Filmfestspielen von Venedig 2002. In Im Sang-soos gefeiertem A Good Lawyer's Wife spielte sie eine Hausfrau die mit einem Teenager schläft, was ihr die Auszeichnung „Beste Schauspielerin“ des Daejong Filmpreises 2004 einbrachte.
2016 wurde sie bei den 73. Filmfestspielen von Venedig in die Jury der Reihe Orizzonti eingeladen.
Seit dem 24. Dezember 2006 ist sie mit dem Regisseur Jang Joon-hwan verheiratet.

## Filmografie
- 2000: Peppermint Candy (박하사탕)
- 2002: Oasis (오아시스)
- 2003: A Good Lawyer’s Wife (바람난 가족)
- 2004: The President’s Barber (효자동 이발사)
- 2005: Sorry Apple (사과)
- 2005: Bravo, My Life! (사 랑해, 말순씨)
- 2006: Bewichting Attraction (여교수의 은밀한 매력)
- 2006: Family Ties (가 족의 탄생)
- 2008: Forever the Moment (가 족의 탄생)
- 2009: Fly, Penguin (날아라 펭귄)
- 2009: Soldaten der Apokalypse – A Little Pond (작은 연못)
- 2010: Ha Ha Ha (하하하)
- 2012: In Another Country (다른 나라에서)
- 2013: An Ethics Lesson (분노의 윤리학)
- 2013: The Spy: Undercover Operation (스파이)
- 2014: Venus Talk (관능의 법칙)
- 2014: Manshin (만신)
- 2016: Die Taschendiebin (아가씨)
- 2018: Little Forest (리틀 포레스트)
- 2018: Maggie
- 2020: SF8
- 2020: The School Nurse Files (보건교사 안은영)
- 2023: R • A • C • E (레이스)
- 2023: Queenmaker (퀸메이커)
- 2024: Hellbound (지옥)
- 2025: When Life Gives You Tangerines (폭싹 속았수다)